# Перес Гарсиа, Матиас
Мати́ас Аугу́сто Пе́рес Гарси́а (исп. Matías Augusto Pérez García; родился 13 октября 1984 года, Тартагаль, Аргентина) — аргентинский футболист, атакующий полузащитник клуба «Депортиво Мунисипаль» (Лима).

## Клубная карьера

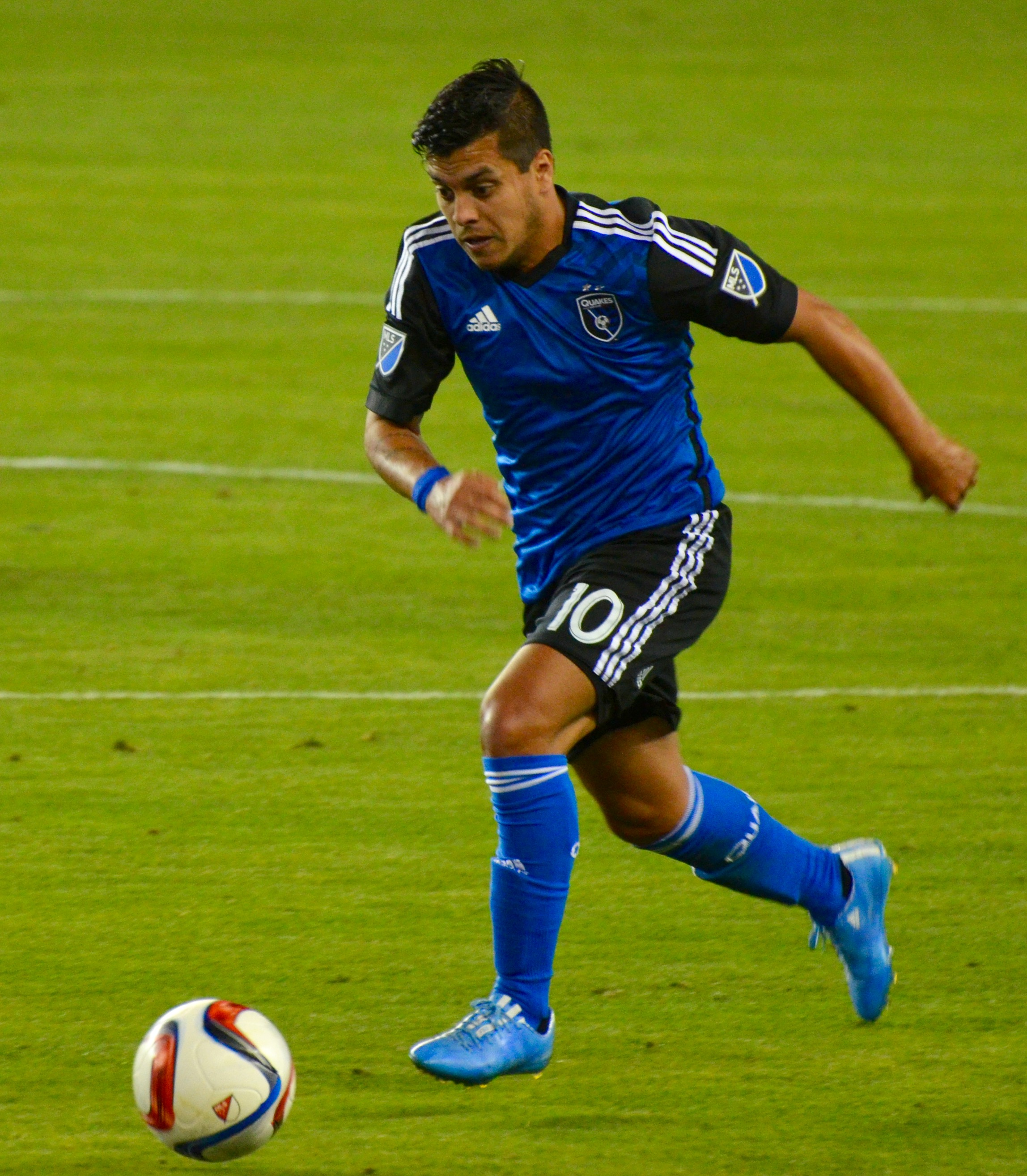
Гарсиа в составе «Сан-Хосе Эртквейкс»

Гарсиа — воспитанник клуба «Ланус». Из-за высокой конкуренции он сыграл всего несколько матчей за основную команду. Сезоне 2006/2007 Матиас провёл в клубе «Тальерес», после чего он уехал в уругвайский «Серро». За уругвайский клуб он так и не сыграл, дважды съездив в аренды в «Атланту» и французский «Ньор». В 2009 году Гарсиа вернулся на родину, подписав контракт с «Олл Бойз». 11 октября в матче против «Атлетико Рафаэла» он забил свой первый гол за клуб. В начале 2011 года Матиас перешёл в чилийский «Универсидад де Чили». 6 февраля в поединке против «Ньюбленсе» он дебютировал в чилийской Примере. Гарсиа не смог выиграть конкуренцию за место в основе и летом на правах аренды вернулся в «Олл Бойз».
Летом 2012 года Матиас перешёл в «Тигре». 13 августа в матче против «Бока Хуниорс» он дебютировал за новую команду. 11 ноября в поединке против родного «Лануса» Гарсиа забил свой первый гол за «Тигре». В 2013 году в матчах Кубка Либертадорес против парагвайских «Олимпии» и «Либертада», а также перуанского «Спортинг Кристал» он забил четыре гола.
Летом 2014 года Матиас перешёл в американский «Сан-Хосе Эртквейкс». Сумма трансфера составила $2 млн. 9 августа в матче против «Лос-Анджелес Гэлакси» он дебютировал в MLS. В этом же поединке Гарсиа забил свой первый гол за «Эртквейкс». Летом 2016 года был обменян на Дарвина Серена в «Орландо Сити». 8 августа в матче против «Сиэтл Саундерс» он дебютировал за новый клуб. Первый гол за «Орландо Сити» он забил в ворота «Монреаль Импакт» 17 июня 2017 года. 28 июня Перес объявил, что покидает клуб, так как переговоры о продлении контракта к результату не привели.
В июле 2017 года Перес Гарсиа вернулся в «Тигре».